# Ruta Estatal de California 55
La Ruta Estatal 55 (SR 55), conocida localmente como La 55, es una carretera norte-sur de 18 millas (30 km) de largo del estado estadounidense de California. Es conocida como Costa Mesa Freeway (antes como Newport Freeway). La SR 55 empieza desde Newport Beach en el sur y la Ruta Estatal 91 en Anaheim en el norte.
Esta ruta es parte del Sistema de Autovías y Vías Expresas de California.

## Mantenimiento
Al igual que las autopistas interestatales, y las rutas federales y el resto de carreteras estatales, la Ruta Estatal de California 55 es administrada y mantenida por el Departamento de Transporte de California por sus siglas en inglés Caltrans.

## Cruces
La Ruta Estatal de California 55 es atravesada principalmente por la  I 405  I 5   en Costa Mesa y Tustin.